# Provincia de Colón
Limita al norte con el mar Caribe, al sur con las provincias de Panamá, Panamá Oeste y Coclé, al este con la Comarca de Guna Yala y al oeste con la provincia de Veraguas.
Su capital, la ciudad de Colón
,es famosa por albergar la Zona Libre de Colón , uno de los centros de comercio más importantes de América Latina . Además, la provincia es el punto de entrada del Canal de Panamá en el Atlántico, lo que la convierte en un eje estratégico para el comercio mundial. 
La provincia de Colón está situada en el Caribe a la entrada del canal de Panamá, a solo 55 minutos por carretera desde el Pacífico, es el principal puerto para el tráfico de casi toda la mercancía de importación y reexportación del país. En importancia, Colón es la segunda ciudad de la República.
Colón tiene una rica diversidad cultural, influenciada por la migración afroantillana durante la construcción del Canal de Panamá. Esto se refleja en su música, gastronomía y en la presencia de idiomas como el criollo jamaicano (patois) y el inglés, además del español.

## División administrativa
La provincia de Colón está dividida en seis distritos y 43 corregimientos:
| Distritos             | Corregimientos | Cabecera de distrito |
| --------------------- | --- | -------------------- |
| Colón                 | Barrio Norte, Barrio Sur, Buena Vista, Cativá, Ciricito, Sabanitas, Salamanca, Limón, Nueva Providencia, Puerto Pilón, Cristóbal, Escobal, San Juan, Santa Rosa, Cristóbal Este | Colón                |
| Chagres               | Nuevo Chagres, Achiote, El Guabo, La Encantada, Palmas Bellas, Piña, Salud | Nuevo Chagres        |
| Donoso                | Miguel de la Borda, Coclé del Norte, El Guásimo, Gobea, Río Indio | Miguel de la Borda   |
| Portobelo             | Portobelo, Cacique, Garrote, Isla Grande, María Chiquita | Portobelo            |
| Santa Isabel          | Palenque, Cuango, Miramar, Nombre de Dios, Palmira, Playa Chiquita, Santa Isabel, Viento Frío                                                                                   | Palenque             |
| Omar Torrijos Herrera | San José del General, San Juan de Turbe, Nueva Esperanza | Coclesito            |

## Economía

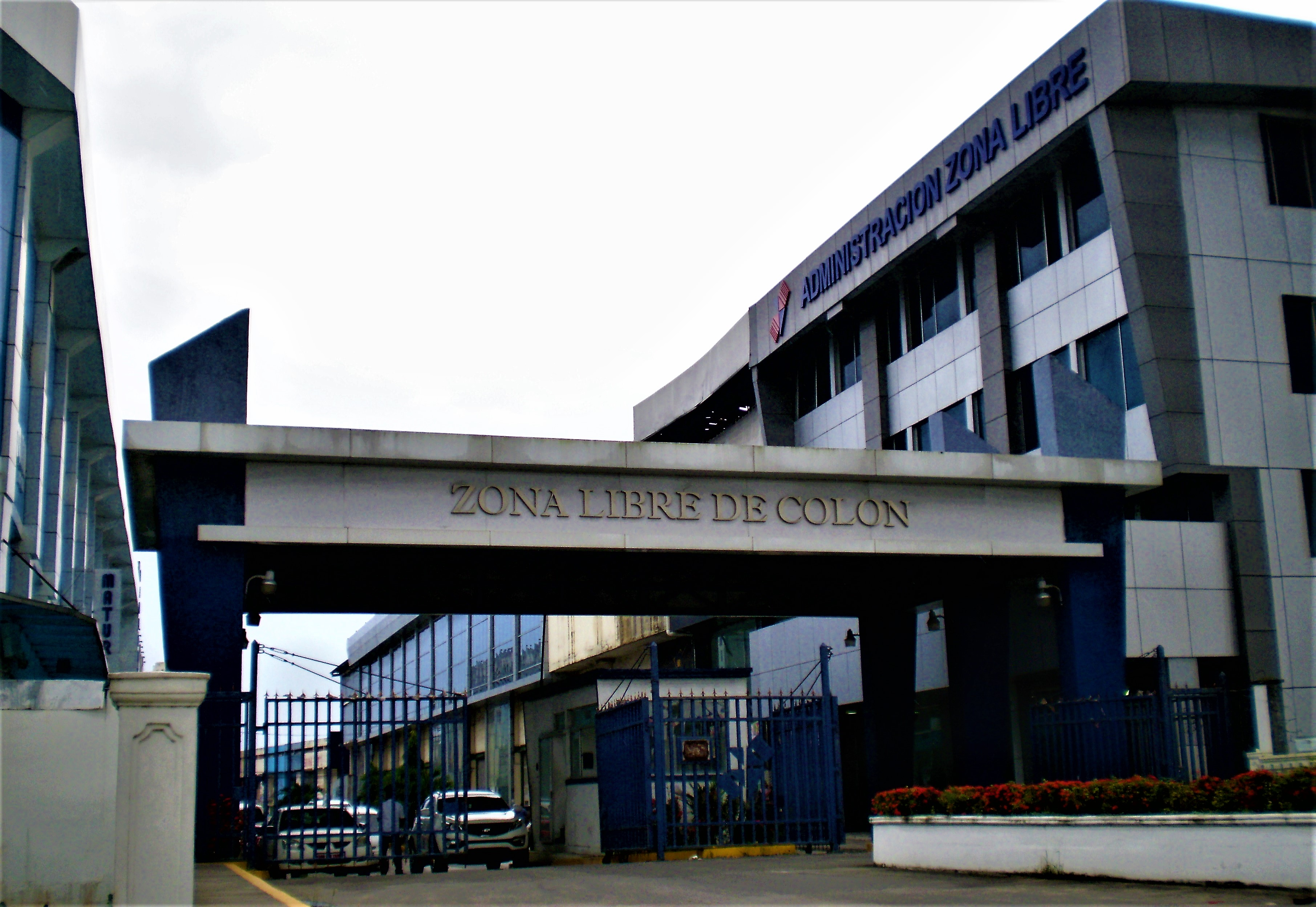
Acceso a la Zona Libre de Colón.

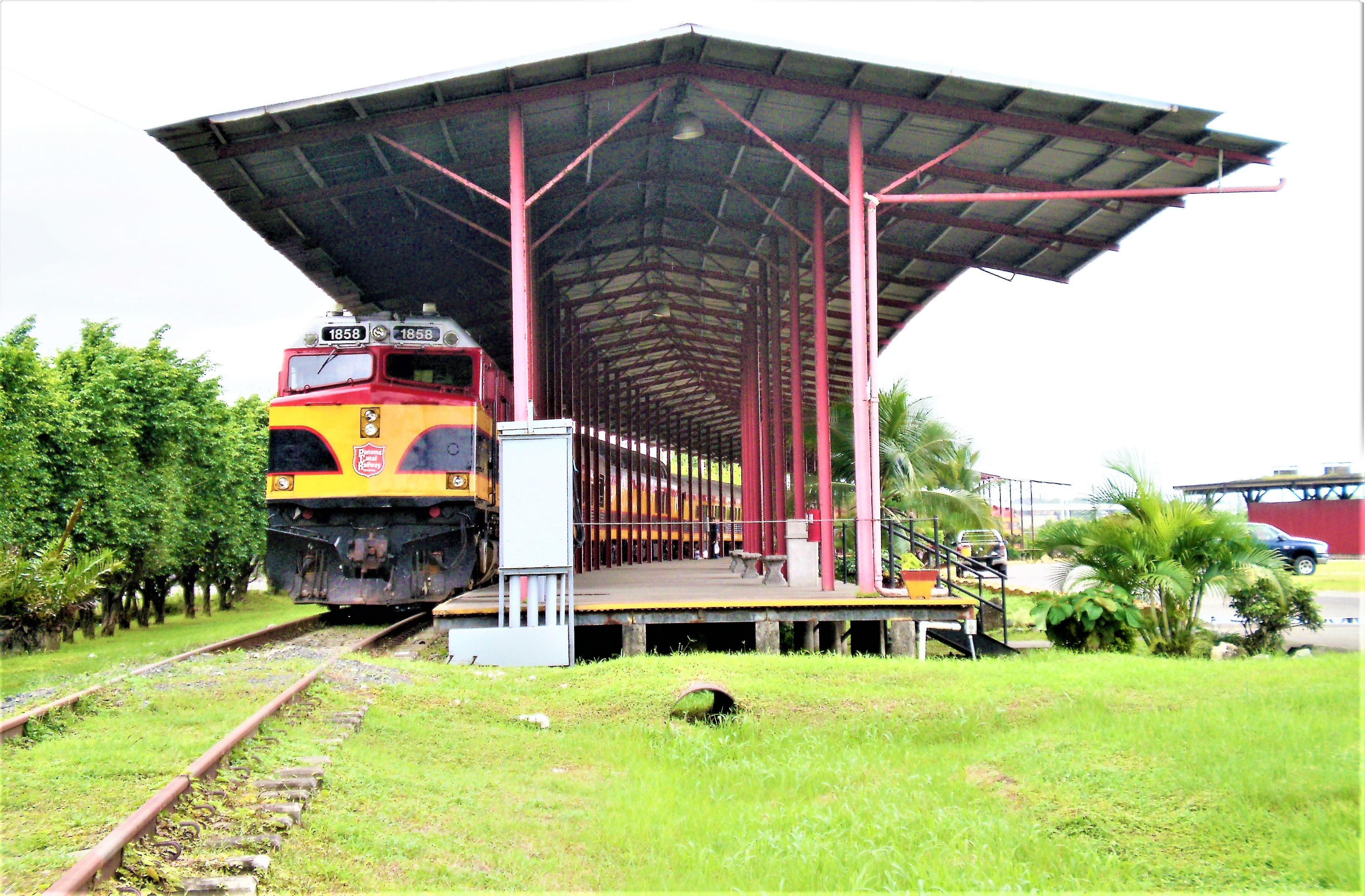
Estación Colón del ferrocarril de Panamá.

El sector terciario de la economía (fundamentalmente el turismo) es uno de los principales motores de la economía de Colón. También destacan las ventas en la Zona Libre de Colón y el movimiento de carga en los puertos.
Con un PIB per cápita de 34.884 de dólares, similar a un país como Estonia, es el más alto de la región de América Central  y Panamá según el INEC (2017).

### Zona Libre de Colón
Al finalizar el mes de diciembre del 2008, las actividad comercial acumulada en la Zona Libre de Colón registró un total de B/.18,209.9 millones, representando un crecimiento acumulado del 18.7% en relación con el mismo período del año anterior, el cual fue de B/.16,159.9% millones, lo que significa en términos absolutos un aumento de 3,050 millones.
Las importaciones acumuladas por su parte registraron un total de B/.9,335.7 millones, que al compararlas con el total de Importaciones registradas para el mismo período del 2007 que fueron de B/.7,625.0 millones, reflejan un crecimiento del 22.7%, lo que significa en cifras un aumento de 1,710.7 millones.
En cuanto a las Reexportaciones acumuladas las mismas registran un total de B/.9,874.2 millones que al compararlas con el mismo período del 2007, que fue de B/.8,534.9 millones reflejan un crecimiento de 15.8% lo que significa en cifras un aumento de 1,339.3 millones.
Al finalizar el año 2013 se tienen registrados en el área un total de 29,396 empleos permanentes. La generación de empleos en la zona se ha ido incrementando a través de los años, debido más que todo al incremento generado por las construcciones de nuevas edificaciones que crea el establecimiento de nuevas empresas; pero, más que todo al crecimiento de la actividad comercial del área que requiere la utilización un mayor volumen de mano de obra.

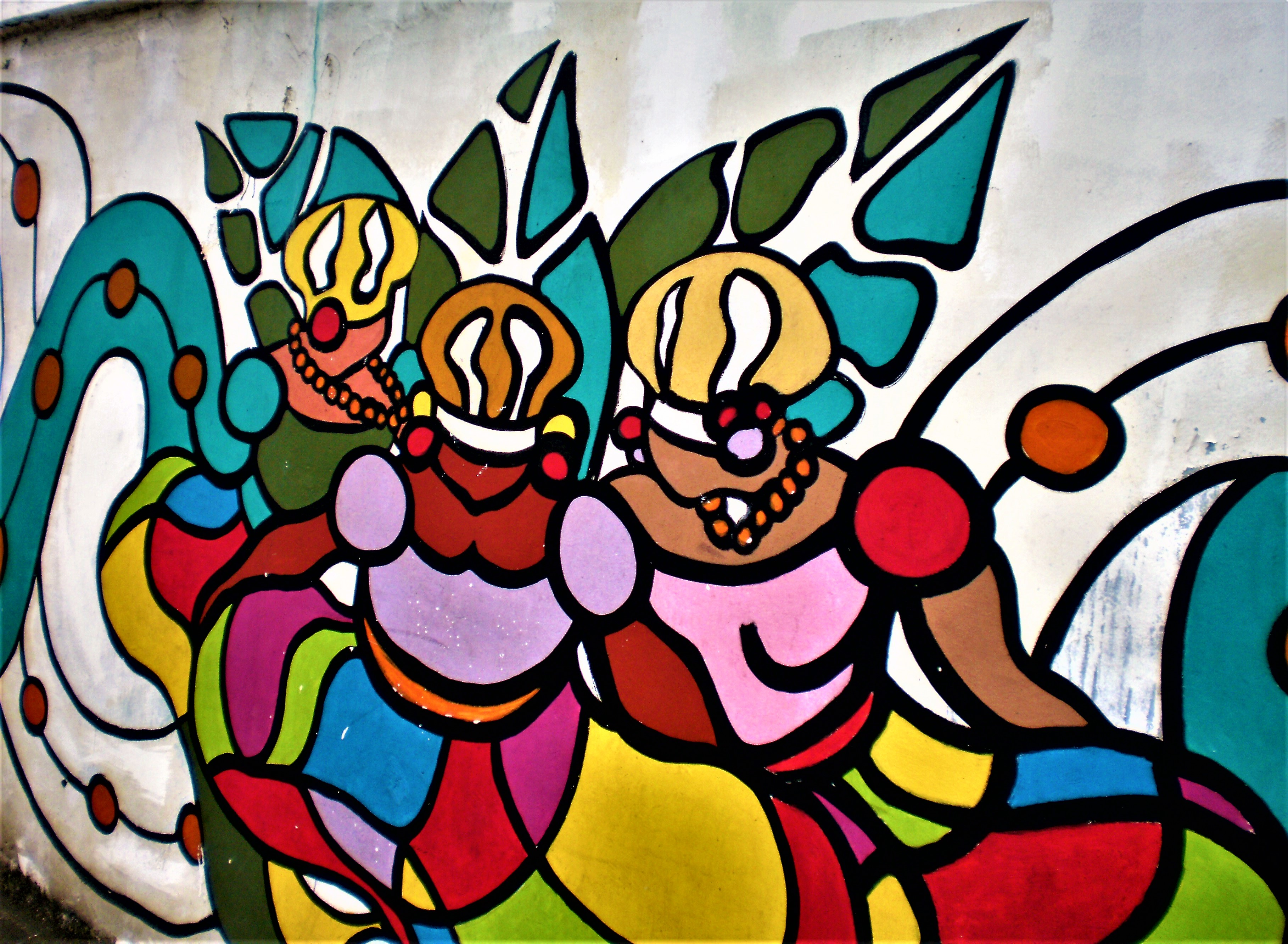
Mural referido a los Congos (Colón).

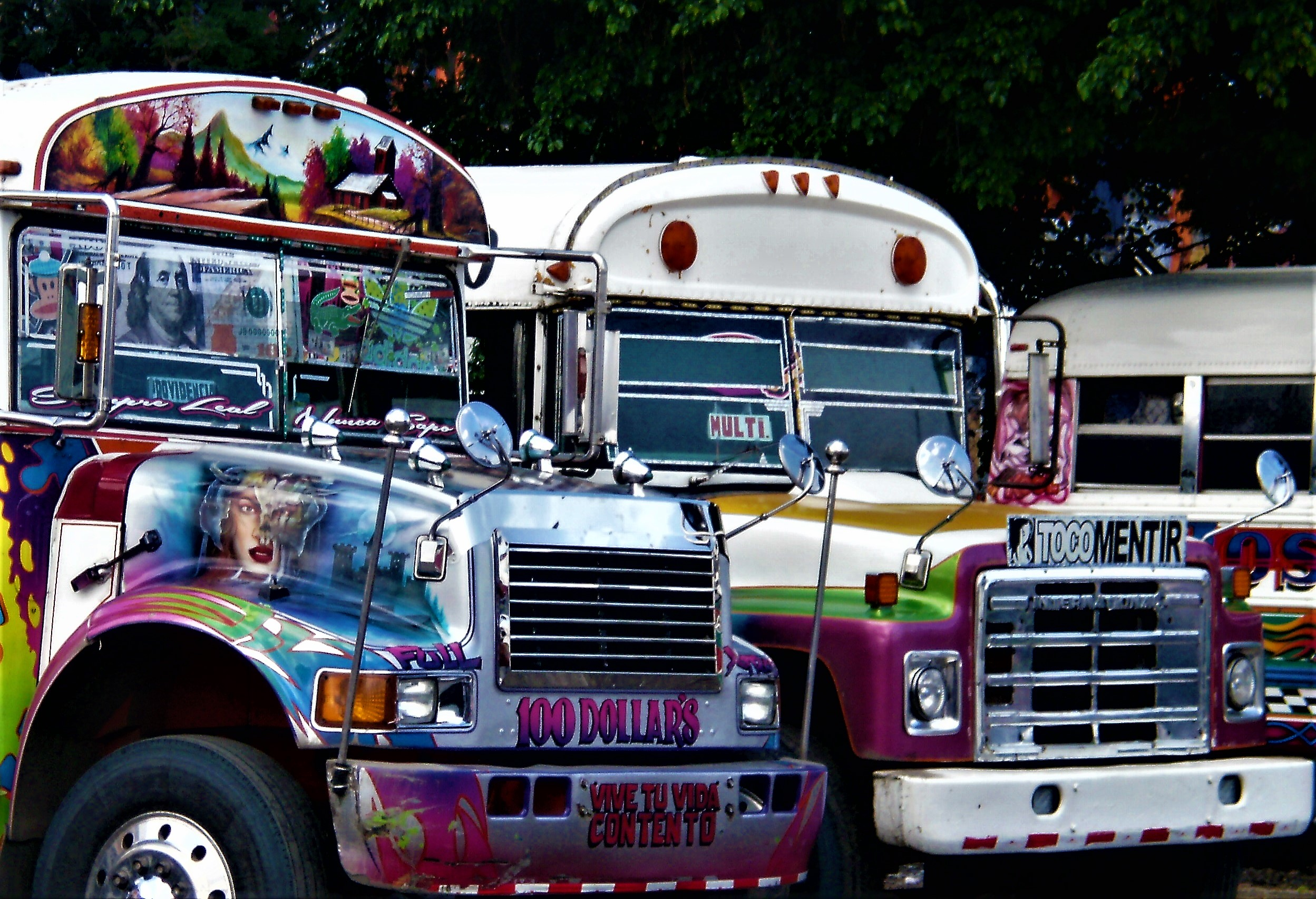
Coloridos buses en la terminal de transportes de Colón.

## Cultura
La provincia de Colón, se caracteriza por la convivencia de varias vertientes culturales de ascendencia africana, europea y asiática: La afroantillana, que surge con la llegada de los norteamericanos al país al iniciar la construcción del Canal de Panamá. Ellos trajeron consigo gran cantidad de negros antillanos, principalmente de Jamaica, Barbados, Trinidad y Tobago y las Antillas menores, para realizar el trabajo pesado en estas construcciones. Estos inmigrantes trajeron su cultura antillana angloparlante y se manifiesta hasta el día de hoy en la gastronomía, religión y música. Cabe destacar que debido a que los afroantillanos provenientes del Caribe a Panamá eran en su gran mayoría jamaiquinos, ha quedado un legado cultural el cual es el Rastafarismo, una fe religiosa que todavía sigue muy vigente en muchos sectores dentro de la población de la ciudad de Colon.
También está la cultura "afrocolonial", que existe desde la conquista española y está ligada a la trata y trasiego de esclavos africanos.  Dejaron como legado los Bailes Congos, en donde predomina la seducción y sensualidad entre el hombre y la mujer, pero esta última debe evitar que el caballero logre besarla. Sus vestidos son confeccionados con retazos de tela que dejaban sus antiguos amos (tradición realizada por sus antepasados). El baile es ante todo un modo de burla a los amos blancos, ya que los mismos solían insinuar pactos entre congos y el demonio.
También son muy notables griegos , chinos, judíos , palestinos , estadounidenses , hindúes , franceses, británicos e irlandeses, atraídos por la construcción del ferrocarril y el canal de Panamá 

### Gastronomía
Su comida es muy popular en el país, por su sabor caribeño y condimentada con ají chombo, siendo la especialidad las frituras y los mariscos (caracol, cambombia, camarones, centolla, cangrejo), rondón,  acompañados con arroz con coco, patacones con pescado frito, carimañolas, patties (pastelitos de carne), plantain tarts (pastelitos de plátano maduro), dumplings, johnny cake (yahny cake), pan bon entre otras comidas. También es famoso el saus (hecho con pata de cerdo, cebolla, pepino y picante).